# شهرستان شارلوت (فلوریدا)
شهرستان شارلوت، فلوریدا (به انگلیسی: Charlotte County, Florida) یک سکونتگاه مسکونی   در ایالات متحده آمریکا است که در فلوریدا واقع شده‌است.

## خصوصیات
شهرستان شارلوت ۲٬۲۲۲٫۲۲ کیلومترمربع مساحت دارد.